# Cindy Bishop
Cynthia Carmen Burbridge-Bishop, més coneguda com a Cindy Bishop o com a Sirinya Winsiri (en tailandès สิรินยา วินศิริ) (Bangkok, 30 de desembre de 1978) és una model, actriu i personalitat tailandesa.
A més de guanyar el concurs Miss Thailand World el 1996 es va fer famosa sobretot per la seva participació com a animadora i jutge del programa Asia's Next Top Model i pel fet de ser una de les poques tailandeses amb ulls blaus.

## Vida personal
Bishop va néixer a Bangkok i va créixer a Pattaya. Té 1/8 d'origen tailandès, William Burbridge, el seu pare, que és americà i la seva mare, Patricia, és mig anglesa, una quarta part índia i una quarta part tailandesa. Bishop va assistir a l'Escola Internacional Ruamrudee de Bangkok i es va graduar en Relacions Públiques a la Universitat de Bangkok.
El 2005 es va casar amb Byron Bishop, un model mig americà i mig japonès i va tenir dos fills, Leila Carmen i Aiden.

## Carrera
Bishop va començar a bussejar a l'edat de 5 anys i va aconseguir el seu primer contracte de modelatge per a un rodatge comercial submarí per a una botiga d'equips de busseig.
El 1996, Bishop va guanyar el concurs Miss Thailand World i va representar Tailàndia al concurs Miss World a Bangalore, Índia, on va quedar sense lloc i no va passar a les semifinals.
Com a supermodel amb seu a Tailàndia, Cindy ha estat un element bàsic d'Àsia, que té portades de títols com Image, Numéro i Vogue, a més d'haver treballat per a algunes cases de moda com Céline, Chanel i Gucci.
El treball de Bishop a les pel·lícules inclou The King Maker, que va ser nominada a la millor actriu secundària als Premis Suphanahong del 2005 a Tailàndia i All I See is You (2016). També ha protagonitzat nombroses sèries dramàtiques tailandeses com Gossip Girl: Thailand, interpretant el paper de Lily Wijitranukul, The OC Thailand (adaptació tailandesa de la sèrie americana original), Clueless i From Dreams to Eternity.
El 2016, Bishop va presentar el quart cicle de Next Top Model d'Àsia i encara continua el seu paper fins al sisè cicle del 2018. També va ser presentadora de 2 episodis del Next Top Model Britain Cycle 12.

## Moviment social
El 2018, Cindy va llançar una campanya a les xarxes socials, #DontTellMeHowToDress. La campanya va començar quan va llegir un reportatge sobre un suggeriment del Departament d'Administració Local de Tailàndia que deia a les dones que portessin roba modesta durant el Festival de Songkran per evitar l'assetjament sexual. Més endavant, Cindy va publicar un vídeo amb el seu missatge "No digueu a les dones què cal posar; digueu als homes que respectin les dones", que ha pres Internet a la tempesta. Cindy Sirinya Bishop es va associar amb la Fundació del Moviment Progressista Dones i Homes tailandesos i ONU Dones va convertir la campanya en una exposició, a partir del 25 de juny de 2018, per donar a conèixer l'assetjament sexual i la culpabilització de les víctimes a Tailàndia.

## Premis
Bishop estava a la llista de les 100 dones de la BBC anunciades el 23 de novembre de 2020.

## Filmografia
Pel·lícules
| Year | Title                          | Role  | Notes         |
| ---- | ------------------------------ | ----- | ------------- |
| 2003 | Sin Sisters (ผู้หญิง 5 บาป)       |       |               |
| 2005 | The King Maker (กบฏท้าวศรีสุดาจัน) | Maria |               |
| 2016 | All I See Is You               |       | United States |

Televisió
Sèries de televisió
| Year | Title                                   | Role                 | Network        |
| ---- | --------------------------------------- | -------------------- | -------------- |
| 1996 | Madame Mod (มาดามมด)                    |                      |                |
| 1997 | Sanaeha Payabaht (เสน่หาพยาบาท)          | Michelle             | Channel 3      |
| 1998 | Jark Fun Su Nirandon (จากฝันสู่นิรันดร)      | Ranee                | Channel 3      |
| 1999 | Ruk Lae Patubai (รักเล่ห์เพทุบาย)           |                      | Channel 3      |
| 1999 | Ror Wan Chan Mee Ther (รอวันฉันมีเธอ)      |                      | Channel 3      |
| 2000 | Prakasit Ngern Tra (ประกาศิตเงินตรา)      | Sharon               | Channel 3      |
| 2002 | Jom Kon Plon Pa Lok (จอมคนปล้นผ่าโลก)     | Sikharin             | Channel 7      |
| 2002 | Plerng Maya (เพลิงมายา)                  | Kirana               | Channel 7      |
| 2004 | Jao Sao Glua Fon (เจ้าสาวกลัวฝน)          | Chonwasa             | Channel 3      |
| 2005 | Kularb See Dum (กุหลาบสีดำ)               | Songthip             | Channel 3      |
| 2006 | Likit Ruk Likit Luerd (ลิขิตรัก ลิขิตเลือด)   | Helen                | Channel 5      |
| 2009 | Sakul Ka (สกุลกา)                        | Walai                | Channel 5      |
| 2013 | Paap Ataan (ภาพอาถรรพณ์)                 | Pinsuda              | Channel 5      |
| 2014 | Leh Nang Fah (เล่ห์นางฟ้า)                 | Grace Miller         | Channel 5      |
| 2015 | Ugly Betty Thailand (ยัยเป็ดขี้เหร่)         | Sofia                | Thairath TV    |
| 2015 | Gossip Girl Thailand (แสบใสไฮโซ)        | Lily van der Woodsen | Channel 3      |
| 2015 | Thephabutra Sud Waeha (เทพบุตรสุดเวหา)    | Lady Supakawadee     | Channel 3      |
| 2015 | Torfun & Marwin (ทอฝันกับมาวิน)            | Wipada               | One HD         |
| 2016 | The O.C. Thailand (กรุงเทพ..มหานครซ้อนรัก) | Jane                 | One HD         |
| 2016 | Plerng Naree (เพลิงนรี)                   | Kanda                | Channel 3      |
| 2016 | O-Negative (รัก-ออกแบบไม่ได้)              | Doung                | GMM25, Netflix |
| 2018 | The Crown Princess (ลิขิตรัก)              | Princess Mona        | Channel 3      |
| 2018 | Back in Bangkok                         | Candy                | TBA            |

Programes de televisió
| Year | Title                                         | Role                         | Network                   |
| ---- | --------------------------------------------- | ---------------------------- | ------------------------- |
| 2015 | The Face Thailand (season 2)                  | Special guest (Episode 4)    | Channel 3 (Thailand)      |
| 2016 | Asia's Next Top Model (cycle 4)               | Main Judges (host)           | STAR World                |
| 2017 | Asia's Next Top Model (cycle 5)               | Main Judges (host)           | STAR World                |
| 2017 | Britain's Next Top Model (cycle 12)           | Judges (host)                | Lifetime (UK and Ireland) |
| 2018 | The Face Thailand (season 4) : All Star       | Special guest (Episode 2, 7) | Channel 3 (Thailand)      |
| 2018 | Miss Tiffany's Universe: The Reality Season 2 | Mentor                       | GMM 25                    |
| 2018 | Asia's Next Top Model (cycle 6)               | Main Judges (host)           | Fox Life                  |
| 2018 | Miss Thailand World 2018 The Reality          | Main Judges (host)           | Channel 3 (Thailand) SD   |
| 2019 | Drag Race Thailand (season 2)                 | Guest Judge (Episode 5)      | Kantana Group             |

## Premis i nominacions
| Any  | Premi                                      | Categoria                | Treball nominat                | Resultats  |
| ---- | ------------------------------------------ | ------------------------ | ------------------------------ | ---------- |
| 1996 | Miss Món Tailàndia 1996                    |                          |                                | Guanyadora |
| 1996 | Miss Món 1996                              |                          |                                |            |
| 2005 | Premis nacionals de cinema de Suphannahong | Millor actriu secundària | The King Maker (กบฏท้าวศรีสุดาจัน) | Nominada   |